# المركز (بني سعد)

تعديل مصدري - تعديل

المركز هي إحدى قرى عزلة الوحاوح بمديرية بني سعد التابعة لمحافظة المحويت، بلغ تعداد سكانها 539 نسمة حسب تعداد اليمن لعام 2004.